# ريتشارد ألبرت
ريتشارد ألبرت هو لاعب هوكي الحقل كندي، ولد في 20 سبتمبر 1963 في تورونتو في كندا.

## وصلات خارجية
- ريتشارد ألبرت على موقع أوليمبيديا (الإنجليزية)
- ريتشارد ألبرت على موقع اللجنة الأولمبية الكندية (الإنجليزية)